# ワールドゲームズ2005
ワールドゲームズ2005は、ドイツのデュースブルクで2005年7月14日から7月24日まで開催された第7回ワールドゲームズである。

## 実施競技

### 正式競技
- ビリヤード
- ボディービルディング
- ブールスポーツ
  - ペタンク
  - ブール・リヨネーズ
- ボウリング
- カヌー
  - カヌーポロ
- キャスティング
- 山岳
  - スポーツクライミング
- ダンススポーツ
- フィールドアーチェリー
- フィンスイミング
- ファウストボール
- フライングディスク
- 柔術競技
- 空手道
- コーフボール
- ライフセービング
- オリエンテーリング
- エアースポーツ
  - パラシューティング
- パワーリフティング
- ローラースポーツ
  - インラインホッケー
  - スピード
  - アーティスティック
- ラグビー
  - 7人制ラグビー
- 体操
  - 新体操
  - スポーツアクロ体操
  - エアロビクス
  - トランポリン
  - タンブリング
- スカッシュ
- 相撲
- 綱引き
- 水上スキー

### 公開競技
- 合気道
- アメリカンフットボール
- ハンドボール
  - ビーチハンドボール
- ドラゴンボート
- インドアホッケー
- オートバイ競技
  - インドアトライアル

## 国・地域別メダル獲得数
| ワールドゲームズ2005 | ワールドゲームズ2005 | ワールドゲームズ2005 | ワールドゲームズ2005 | ワールドゲームズ2005 | ワールドゲームズ2005 | ワールドゲームズ2005 | ワールドゲームズ2005 | ワールドゲームズ2005 | ワールドゲームズ2005 |
| 位                   | 国・地域             | 公式競技             | 公式競技             | 公式競技             | 公式競技             | 公開競技             | 公開競技             | 公開競技             | 公開競技             |
| 位                   | 国・地域             | 金                   | 銀                   | 銅                   | 計                   | 金                   | 銀                   | 銅                   | 計                   |
| -------------------- | -------------------- | -------------------- | -------------------- | -------------------- | -------------------- | -------------------- | -------------------- | -------------------- | -------------------- |
| 1                    | ロシア               | 27                   | 19                   | 11                   | 57                   | 3                    | 1                    | 1                    | 5                    |
| 2                    | ドイツ               | 19                   | 18                   | 20                   | 57                   | 4                    | 1                    | 2                    | 7                    |
| 3                    | イタリア             | 13                   | 9                    | 13                   | 35                   | 0                    | 0                    | 0                    | 0                    |
| 4                    | フランス             | 12                   | 12                   | 11                   | 35                   | 0                    | 0                    | 1                    | 1                    |
| 5                    | オーストラリア       | 7                    | 9                    | 4                    | 20                   | 0                    | 0                    | 0                    | 0                    |
| 6                    | アメリカ合衆国       | 7                    | 7                    | 9                    | 23                   | 0                    | 0                    | 0                    | 0                    |
| 7                    | ウクライナ           | 7                    | 6                    | 8                    | 21                   | 0                    | 0                    | 0                    | 0                    |
| 8                    | スペイン             | 6                    | 6                    | 3                    | 15                   | 1                    | 1                    | 0                    | 2                    |
| 9                    | オランダ             | 5                    | 8                    | 4                    | 17                   | 0                    | 0                    | 0                    | 0                    |
| 10                   | デンマーク           | 5                    | 1                    | 0                    | 6                    | 0                    | 0                    | 0                    | 0                    |